# Paul J. Hergenrother
Paul J. Hergenrother (* 6. Juni 1972 in Akron, Ohio) ist ein US-amerikanischer Chemiker.
Hergenrother erwarb 1994 den Bachelor an der University of Notre Dame und schloss 1999 sein Chemiestudium mit PhD von der University of Texas at Austin ab. Von 1999 bis 2001 war er als Postdoktorand am Lehrstuhl für Chemie und Biochemie bei Stuart Schreiber an der Harvard University tätig. 2001 wurde er als Professor an die University of Illinois at Urbana-Champaign berufen. 2008 erhielt er den Eli Lilly Award in Biological Chemistry.
Er ist auf dem Gebiet der Naturstoffsynthese und der Suche nach Krebsmedikamenten tätig. Zu den von ihm synthetisierten Verbindungen gehören PAC-1, Desoxybochinon (DNQ) und Desoxynybomycin (DMN).